# Root
Root (z ang. dosłownie korzeń) – tradycyjna nazwa uniksowego konta, które ma pełną kontrolę nad systemem operacyjnym. Z założenia konto root nie powinno być używane do pracy, do której wystarczyłoby zwykłe konto z ograniczonymi uprawnieniami. Istotną sprawą jest zabezpieczenie tego konta silnym hasłem i zabezpieczenie przed nieautoryzowanym dostępem.
Domyślnie root ma dostęp do wszystkich komend i plików w systemie. Możliwa jest nawet sytuacja, w której root może usunąć całą zawartość dysku, na którym system jest zainstalowany (możliwe jest wtedy używanie tylko tych programów i elementów systemu, które zostały wcześniej wczytane do pamięci operacyjnej). Konto root uprawnia do wykonywania takich operacji jak zmiana właściciela pliku czy otwarcie portu TCP/UDP z numerem poniżej 1024. W innych systemach operacyjnych używa się też nazw takich jak toor, superuser, supervisor, Administrator czy operator. Nazwa root funkcjonuje jako określenie administratora systemu zarówno w systemach Unix, jak i pokrewnych (FreeBSD, Linux, OS X).
Każde konto w systemie ma automatycznie przypisany unikatowy numer użytkownika. Dla konta root ten numer zawsze ma wartość równą 0.
W systemach opartych na Unixie jest możliwe wywołanie roota nawet jak jest się zalogowanym na swoim koncie. Wtedy takie konto musi być przypisane do grupy użytkowników sudoers.